# Bongouanou (département)
Pour les articles homonymes, voir Bongouanou.
Le département de Bongouanou est un département de Côte d'Ivoire situé dans la région du Moronou et rattaché au district des Lacs. Il a été dénombré 193 158 habitants dans ce département après le recensement général de la population de l'habitat en 2021. Ce recensement a été conduit par l'Institut national de la statistique.